# Laneuville-sur-Meuse
Laneuville-sur-Meuse est une commune française située dans le département de la Meuse, en région Grand Est.

## Géographie

### Localisation
Laneuville-sur-Meuse est située au nord du département de la Meuse sur la route reliant Reims à Luxembourg, à deux kilomètres à l'ouest de Stenay, le chef-lieu de canton, et à cinq kilomètres du département des Ardennes.
Le territoire de la commune est limitrophe de dix autres communes, dont trois dans le département des Ardennes.
| Létanne et Beaumont-en-Argonne (dans les Ardennes, accès par la D 30)                    | Pouilly-sur-Meuse (accès par la D 30 ou la D 30b), Luzy-Saint-Martin et Cesse (accès par la D 30b) |                             |
| Belval-Bois-des-Dames (dans les Ardennes, accès par la D 947, puis la D 304 et la D 4)   | Laneuville-sur-Meuse                                                                               | Stenay (accès par la D 947) |
| Beaufort-en-Argonne (accès par la D 947 puis la D 30c) et Beauclair (accès par la D 947) | Wiseppe (accès par la D 30)                                                                        |                             |

### Hydrographie
La partie habitée de la commune est située dans la plaine alluviale, rive gauche, du fleuve Meuse. Le fleuve a donné son nom au village, pourtant son lit mineur ne traverse pas le territoire de la commune. La partie basse du village subit assez fréquemment des débordements lors des crues du fleuve.
Plusieurs ruisseaux ou rivières sont à signaler :
- Le village est traversé par la Lieuse, ruisseau qui se jette dans la Wiseppe sur le territoire de la commune. En amont du village, la Lieuse prend sa source dans la forêt de Dieulet, sur le territoire de la commune, puis coule sur la commune de Beaufort-en-Argonne, elle marque la limite entre les deux territoires communaux avant de rejoindre définitivement le territoire de Laneuville-sur-Meuse. Elle suit un parcours de 8,4 km et reçoit les eaux d'un affluent de 2,6 km : le ruisseau du Juvenu. Lors de fortes pluies, le Lieuse sort régulièrement de son lit pour envahir les rues basses et les rez-de-chaussée de maisons. Ses crues sont cependant atténuées par un ouvrage en béton qui régule son débit au lieu-dit le barrage.
- La Wiseppe, de 22,4 km de long, prend sa source à Tailly dans les Ardennes. Elle sert de limite avec le village de Beauclair, on la traverse au lieu-dit le Pont Rouge. Elle arrose le village de Wiseppe et revient sur le territoire de la commune pour marquer la limite avec Stenay. Elle se jette dans la Meuse un peu plus loin sur le territoire de la commune de Stenay.
- La limite avec le département des Ardennes est en partie matérialisée par le ruisseau de la Wame. Il prend sa source à Belval-Bois-des-Dames et, après un parcours de 10,04 km, il se jette dans la Meuse. On le traverse au lieu-dit le Pont Gaudron.

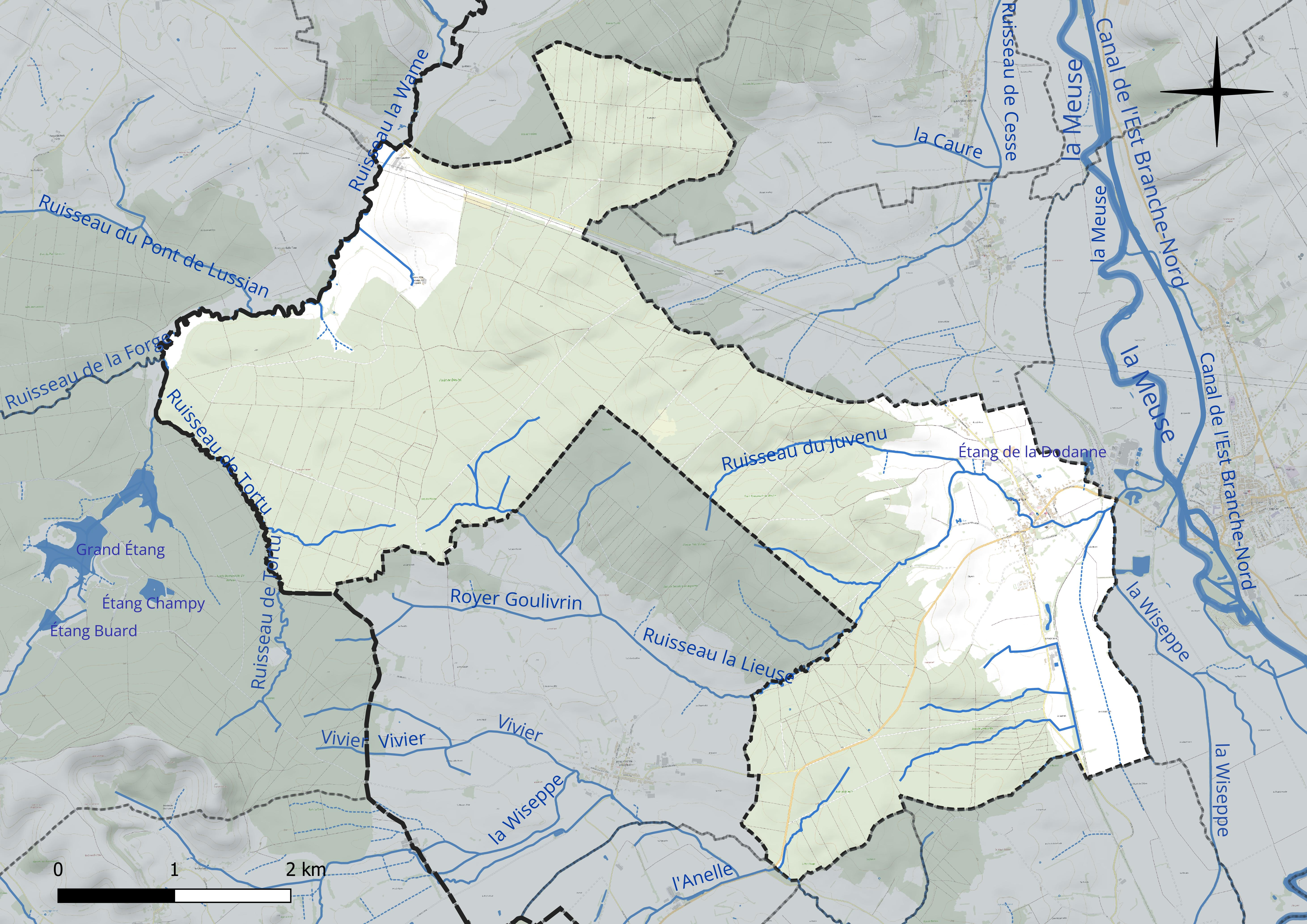
Réseau hydrographique de Laneuville-sur-Meuse.

« Carte hydrologique de Laneuville-sur-Meuse » sur Géoportail (consulté le 23 août 2019).

### Climat
Pour des articles plus généraux, voir Climat du Grand Est et Climat de la Meuse.
En 2010, le climat de la commune est de type climat des marges montargnardes, selon une étude du Centre national de la recherche scientifique s'appuyant sur une série de données couvrant la période 1971-2000. En 2020, Météo-France publie une typologie des climats de la France métropolitaine dans laquelle la commune est exposée à un climat océanique altéré et est dans la région climatique Lorraine, plateau de Langres, Morvan, caractérisée par un hiver rude (1,5 °C), des vents modérés et des brouillards fréquents en automne et hiver.
Pour la période 1971-2000, la température annuelle moyenne est de 9,9 °C, avec une amplitude thermique annuelle de 15,7 °C. Le cumul annuel moyen de précipitations est de 901 mm, avec 13,6 jours de précipitations en janvier et 9,4 jours en juillet. Pour la période 1991-2020, la température moyenne annuelle observée sur la station météorologique de Météo-France la plus proche, « Mouzay », sur la commune de Mouzay à 5 km à vol d'oiseau, est de 10,6 °C et le cumul annuel moyen de précipitations est de 789,5 mm. 
La température maximale relevée sur cette station est de 40,4 °C, atteinte le 24 juillet 2019 ; la température minimale est de −15,3 °C, atteinte le 20 décembre 2009,,.
Les paramètres climatiques de la commune ont été estimés pour le milieu du siècle (2041-2070) selon différents scénarios d'émission de gaz à effet de serre à partir des nouvelles projections climatiques de référence DRIAS-2020. Ils sont consultables sur un site dédié publié par Météo-France en novembre 2022.

## Urbanisme

### Typologie
Au 1er janvier 2024, Laneuville-sur-Meuse est catégorisée commune rurale à habitat dispersé, selon la nouvelle grille communale de densité à sept niveaux définie par l'Insee en 2022.
Elle appartient à l'unité urbaine de Stenay, une agglomération intra-départementale regroupant deux  communes, dont elle est une commune de la banlieue,,. La commune est en outre hors attraction des villes,.

### Morphologie urbaine
Le territoire de la commune a une forme grossière de 8 ; le village, excentré, est situé à l'extrémité sud-est de ce territoire. À l'autre extrémité, vers le département des Ardennes, des fermes isolées sont installées (ferme de la Fontaine aux Frênes et ferme du Pont Gaudron).
Le village est coupé en deux parties par la Lieuse, le ruisseau qui le traverse :
- Le centre, situé sur la rive gauche, est organisé autour de la place du village et des rues qui y aboutissent (en particulier la Grand'Rue). On trouve autour de la place l'Église, la mairie, la poste, les deux sites de l'école (maternelle-CP, d'une part, et CE-CM, d'autre part), le lavoir. Plusieurs habitations conservent encore les vitrines d'anciens magasins qui ont fermé plus ou moins récemment, le dernier étant la boulangerie-épicerie qui a fermé en 2007.
- Le lieu-dit le Faubourg, situé sur la rive droite et organisé autour de la place du Faubourg.

Un château est situé en contrebas du village.

### Occupation des sols
Le territoire de la commune est occupé : 
- à 76,1% par la forêt, en particulier la partie haute qui est en grande partie boisée (sur 1 707 ha) par les forêts de Dieulet et de Jaulnay, la forêt domaniale de Dieulet, les bois de Laneuville et de la Haie,
- à 19,7% par des prairies,
- à 3% par des terres arables,
- à 1,2% par des zones urbanisées,
- à moins de 0,5% par des zones industrielles, commerciales et réseaux de communication.

## Toponymie
Au XIIe siècle, la première mention connue du village est Nova-villa. D'autres noms sont à signaler, :
- Neufville a sou la chaucié devant Sathenay en 1244,
- La Neuve-Vile de cà le pont de Sethenay en 1264,
- La Nueville en 1483,
- La Neufville-devant-la-chaulcie-de-Sathenay en 1549,
- Laneufville-devant-les-Sathenay en 1558
- Neufville-lez-Sathenay en 1571,
- Laneufville-devant-Sathenay en 1585,
- Laneuveville en 1607,
- La Neufville en 1643 et 1648,
- La Neuville en 1656, 1700, 1793 et 1801,
- Laneuville-sur-Meuse en 1872.

Le toponyme indique l'implantation d'un nouveau domaine, avec agglutination de l'article, son nom découle de son affranchissement en « Neuve Ville » en 1244, située dans la plaine alluviale, rive gauche, du fleuve Meuse ; en néerlandais et en allemand, Maas ; en wallon, Moûse ; en latin Mosa, un fleuve européen qui prend sa source en France et se jette dans la mer du Nord après un cours long d'approximativement 950 kilomètres traversant la France, la Belgique et les Pays-Bas.

## Histoire
Le bourg de Laneuville a reçu sa charte d'affranchissement en 1244, de Henri II, Comte de Bar, à la suite de sa séparation de Sathenay, aujourd'hui Stenay.
Avant 1790, le village a fait partie du duché de Champagne, puis de Bar, puis du Clermontois. Il suivait alors la coutume de Saint-Mihiel, appartenait au bailliage de Clermont, séant à Varennes, et de la prévôté de Stenay. Sur le plan religieux, il dépendait du diocèse de Trèves, de l'archidiaconé de Longuyon et du doyenné de Juvigny.
Le village compte plusieurs immeubles anciens restaurés : château du XVIIe siècle, avec communs et colombier, église Saint-Nicolas (bénie en 1704), avec mobilier ancien et clocher caractéristique, maisons bourgeoises, fermes et maisons du XVIIIe siècle, lavoir. L'église Saint-Nicolas 1704 a été endommagée en 1914-1918, puis restaurée (nef 1779, autel majeur 1735).

## Politique et administration
| Période                                  | Période   | Identité                                      | Étiquette | Qualité |
| ---------------------------------------- | --------- | --------------------------------------------- | --------- | ------- |
| Les données manquantes sont à compléter. |           |                                               |           |         |
| mars 2001                                | mars 2008 | Guy Virquin                                   |           |         |
| mars 2008                                | mars 2014 | Annick Busquant                               |           |         |
| mars 2014                                | En cours  | Cédric Pierson Réélu pour le mandat 2020-2026 |           |         |

## Population et société

### Démographie

#### Évolution démographique
L'évolution du nombre d'habitants est connue à travers les recensements de la population effectués dans la commune depuis 1793. Pour les communes de moins de 10 000 habitants, une enquête de recensement portant sur toute la population est réalisée tous les cinq ans, les populations de référence des années intermédiaires étant quant à elles estimées par interpolation ou extrapolation. Pour la commune, le premier recensement exhaustif entrant dans le cadre du nouveau dispositif a été réalisé en 2004.

En 2022, la commune comptait 446 habitants, en évolution de +3,24 % par rapport à 2016 (Meuse : −4,4 %, France hors Mayotte : +2,11 %).
| 1793 | 1800 | 1806 | 1821 | 1831 | 1836 | 1841 | 1846 | 1851 |
| ---- | ---- | ---- | ---- | ---- | ---- | ---- | ---- | ---- |
| 636  | 693  | 702  | 735  | 766  | 739  | 750  | 723  | 730  |

| 1856 | 1861 | 1866 | 1872 | 1876 | 1881 | 1886 | 1891 | 1896 |
| ---- | ---- | ---- | ---- | ---- | ---- | ---- | ---- | ---- |
| 656  | 662  | 621  | 553  | 552  | 585  | 595  | 598  | 550  |

| 1901 | 1906 | 1911 | 1921 | 1926 | 1931 | 1936 | 1946 | 1954 |
| ---- | ---- | ---- | ---- | ---- | ---- | ---- | ---- | ---- |
| 670  | 554  | 596  | 474  | 547  | 557  | 596  | 511  | 515  |

| 1962 | 1968 | 1975 | 1982 | 1990 | 1999 | 2004 | 2006 | 2009 |
| ---- | ---- | ---- | ---- | ---- | ---- | ---- | ---- | ---- |
| 590  | 561  | 593  | 529  | 439  | 425  | 400  | 391  | 427  |

| 2014 | 2019 | 2022 | - | - | - | - | - | - |
| ---- | ---- | ---- | - | - | - | - | - | - |
| 430  | 445  | 446  | - | - | - | - | - | - |

#### Pyramide des âges
La population de la commune est relativement jeune.
En 2018, le taux de personnes d'un âge inférieur à 30 ans s'élève à 35,9 %, soit au-dessus de la moyenne départementale (32,4 %). À l'inverse, le taux de personnes d'âge supérieur à 60 ans est de 30,5 % la même année, alors qu'il est de 29,6 % au niveau départemental.
En 2018, la commune comptait 215 hommes pour 226 femmes, soit un taux de 51,25 % de femmes, légèrement supérieur au taux départemental (50,49 %).
Les pyramides des âges de la commune et du département s'établissent comme suit.
| Hommes | Classe d’âge | Femmes |
| ------ | ------------ | ------ |
| 0,0    | 90 ou +      | 1,3    |
| 5,1    | 75-89 ans    | 11,8   |
| 22,1   | 60-74 ans    | 20,6   |
| 17,5   | 45-59 ans    | 15,8   |
| 14,3   | 30-44 ans    | 19,3   |
| 15,2   | 15-29 ans    | 11,0   |
| 25,8   | 0-14 ans     | 20,2   |

| Hommes | Classe d’âge | Femmes |
| ------ | ------------ | ------ |
| 0,8    | 90 ou +      | 2,2    |
| 7,6    | 75-89 ans    | 11     |
| 20,2   | 60-74 ans    | 20,5   |
| 20,6   | 45-59 ans    | 20     |
| 17,4   | 30-44 ans    | 16,8   |
| 16,7   | 15-29 ans    | 13,6   |
| 16,8   | 0-14 ans     | 15,8   |

## Culture et patrimoine

### Patrimoine civil
- Le château de Laneuville-sur-Meuse, ancienne résidence de la famille de Lapisse de Lamothe,  date des XVIIe et XIXe siècles et possède une façade principale sur cour, une porte d'entrée à fronton triangulaire, des dépendances, un colombier et un parc.
- Un lavoir, place de l'église, est inscrit au titre des monuments historiques depuis 1981[22].
- Un monument aux morts, situé à la limite du département des Ardennes au lieu dit Pont-Gaudron, commémore les combats de mai et juin 1940. Il honore en particulier les morts de la 1re division d'infanterie coloniale.
- De nombreuses maisons sont datées XVIIe et XIXe siècles.
- La mairie est une ancienne maison de brasseurs construite vers 1830. Des bâtiments industriels existent toujours à l'arrière (malterie transformée en habitations).
- Un four à pain.

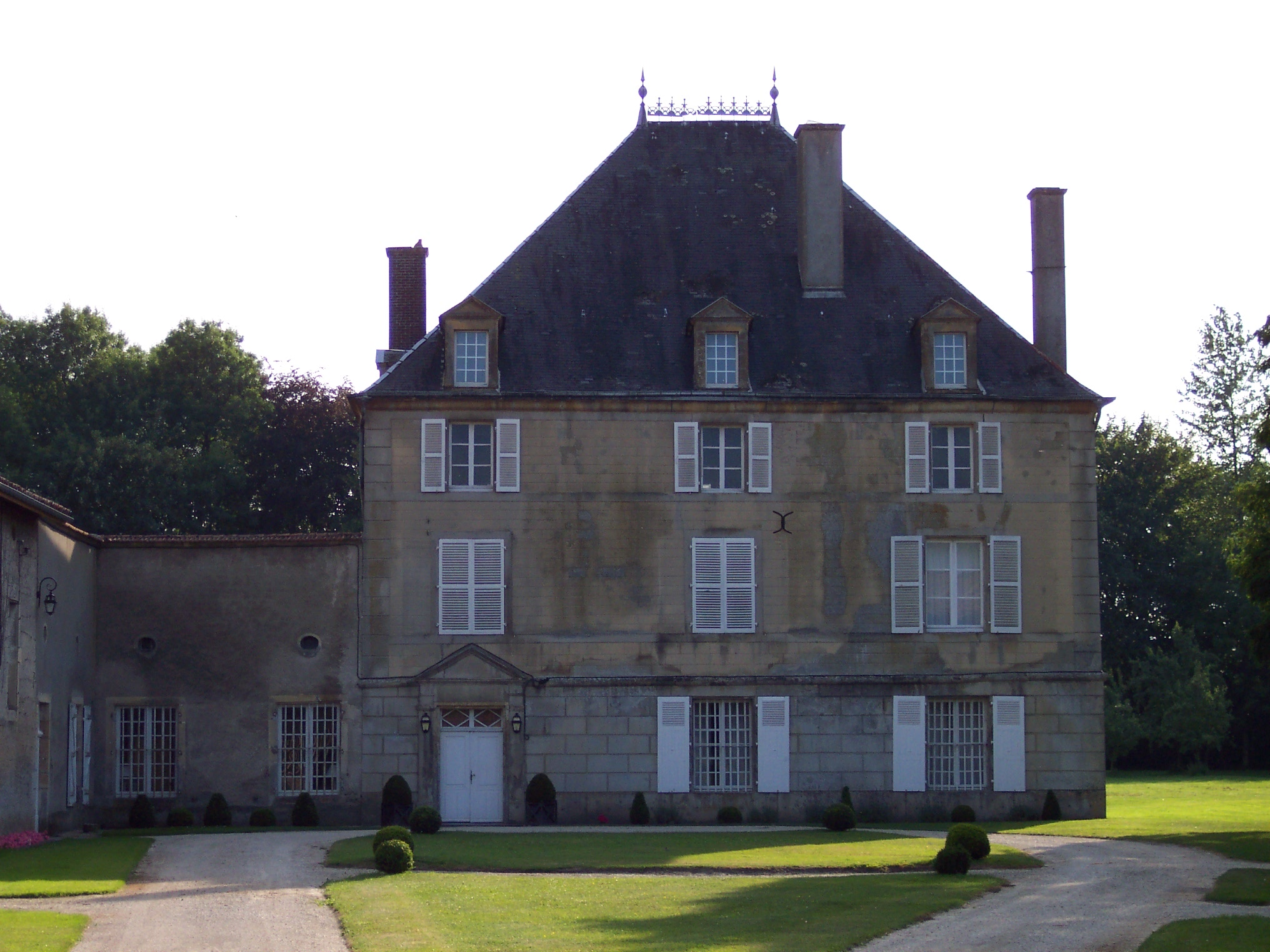
Château de Laneuville-sur-Meuse.
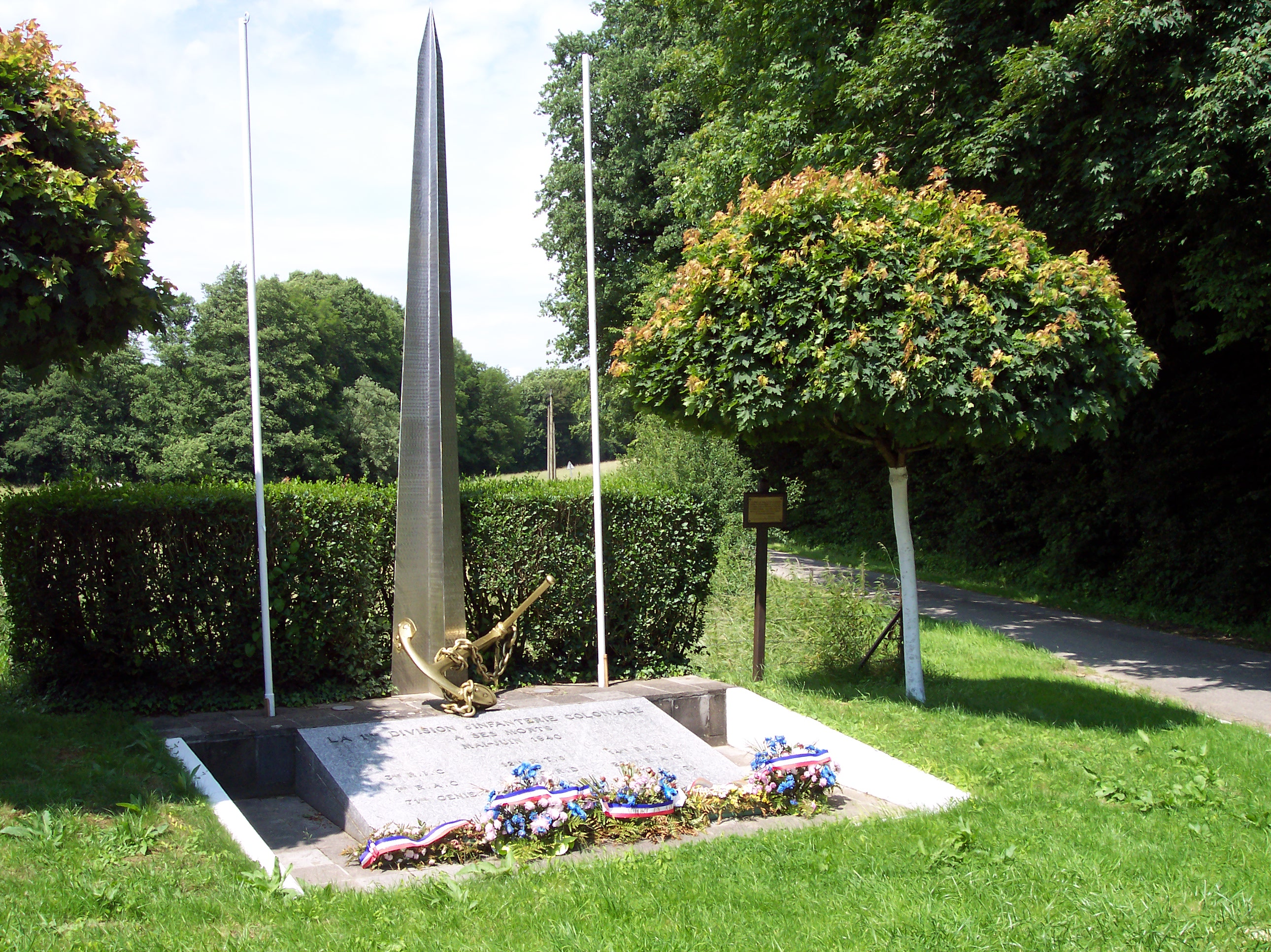
Monument commémoratif du Pont-Gaudron.
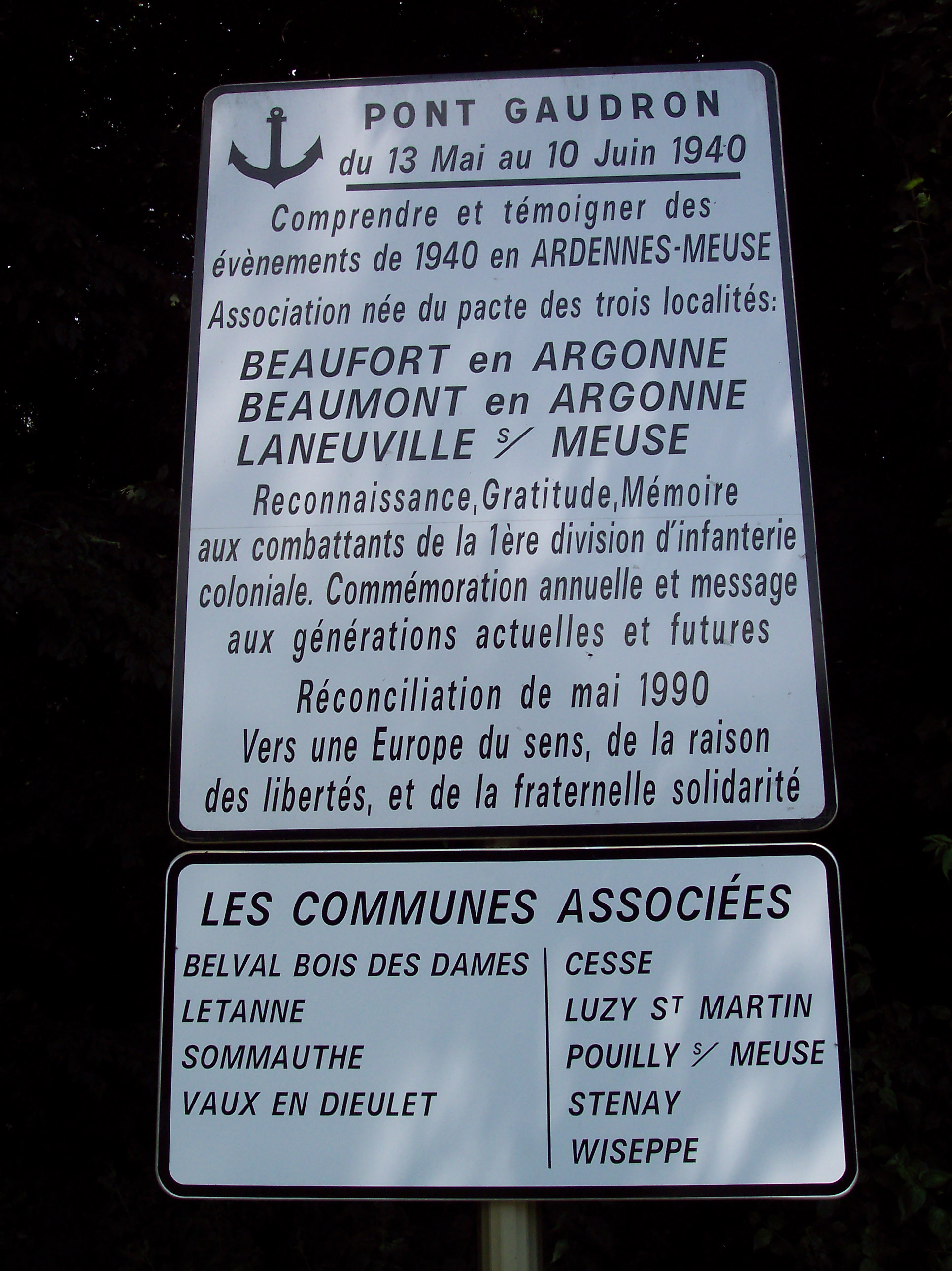
Pancarte explicative du monument commémoratif du Pont-Gaudron.
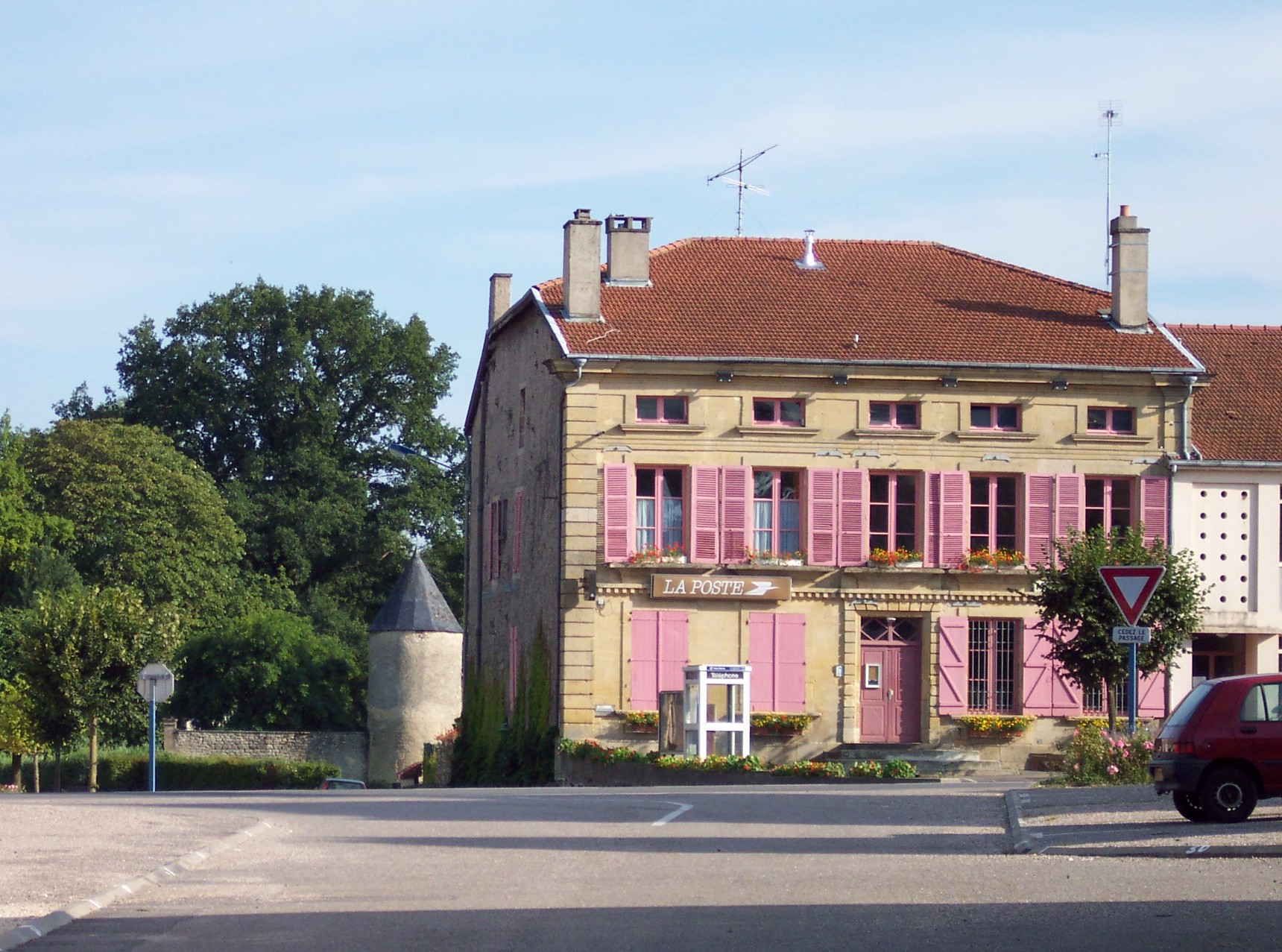
Mairie de Laneuville-sur-Meuse.

### Patrimoine religieux
- L'église Saint-Nicolas, dont la construction a débuté en 1697 et s'est poursuivie en 1704 et le 1779 est inscrite aux monuments historiques en 1981[23]. Elle contient divers objets inscrits ou classés aux monuments historiques, base Palissy :

1. Une chaire à prêcher en chêne du XVIIIe siècle, classée aux monuments historiques en 1985[24]. Selon la base Palissy, elle "est composée, d'une cuve de plan hexagonal, terminée par une base pyramidale, d'un escalier presque droit, volée à gauche, d'une rampe ornée de quatre panneaux rectangulaires représentant les quatre évangélistes. Le dorsal et l'abat-voix sont légèrement arrondi, ce dernier est sommé d'ailerons."
2. Six chandeliers portant des fleurs de lys, en bois taillé, peint et doré du XVIIIe siècle, inscrits aux monuments historiques en 1991[25].
3. Un tableau et son cadre du XVIIIe siècle, l'Annonciation, classés aux monuments historiques en 1994[26]. Selon la base Palissy, la "toile est une copie d'un tableau non connu d'un peintre du XVIIIe siècle. On connaît en Lorraine une autre toile avec la même composition (avec quelques modifications dans la partie supérieure) dans l'église de Montigny-sur-Chiers (Meurthe-et-Moselle) et deux autres tableaux très voisins à Charlenne et Oiselay (Haute-Saône) en Franche-Comté. Les différences sont à noter au niveau du traitement des angelots."
4. Un autel et son retable en bois taillé et peint du XVIIIe siècle, inscrits aux monuments historiques en 1995[27]
5. Des boiseries peintes avec des représentations d'apôtres du XVIIIe siècle, inscrits aux monuments historiques en 1995[28].
6. Un tableau et son cadre du XVIIe siècle, Extase de saint Ignace, inscrits aux monuments historiques en 1995[29].
7. Une statue du XVIIIe siècle, Vierge à l'Enfant sous un dais à ailerons, inscrite aux monuments historiques en 2004[30].

### Patrimoine naturel
Sites Natura 2000 sur le territoire de la commune : 
1. Le site Vallée de la Meuse (secteur de Stenay) FR4112005 occupe la partie de la plaine alluviale de la Meuse qui est principalement composée de prairies semi-naturelles. Le relief de la plaine est pratiquement inexistant et le sol est constitué d'une alternance de couches de marne et de calcaire. C'est un complexe humide d'intérêt exceptionnel de la vallée alluviale de la Meuse qui héberge une avifaune riche et diversifiée comprenant de nombreuses espèces de l'annexe I de la directive 79/409/CEE Oiseaux.
2. Le site Vallée de la Meuse (secteur de Stenay) FR4100234 concerne la même zone. C'est un complexe humide d'intérêt exceptionnel de la vallée alluviale de la Meuse comportant des marais, des prairies inondables, des fragments de forêts alluviales, des cours d'eau lents et rapides. Il abrite en particulier des plantes rares et différentes espèces de chiroptères[32].
3. Le site Forêt de Dieulet FR4100186 concerne une petite zone de 7 ha de la grande forêt du Dieulet. Il est remarquable par la présence d'une très belle forêt alluviale à Orme lisse comportant dans son cortège dendrologique des individus âgés. Il est situé dans la dépression argileuse de la Woëvre, bordé par la Wiseppe. Inondable et marécageux il est situé sur une zone présentant une couche limoneuse très épaisse (60 cm) d'origine alluviale. Ce site est désigné Natura 2000 depuis mars 2008[33].

### Personnalités liées à la commune
- Anne Pierre Nicolas de Lapisse (1773-1850), général de brigade français de la Restauration. En 1835, il s'est retiré à Laneuville dans son château, où il est mort le 24 février 1850, à l'âge de 76 ans.

### Héraldique, logotype et devise
| Blason de Laneuville-sur-Meuse | Blason  | D'azur au chevron d'argent accompagné en pointe d'une ancre de marine d'or et en chef de deux tours-colombiers du même, ouvertes et ajourées du champ, couvertes de sable, la porte de chacune accostée de deux meurtrières du même; au chef ondé de gueules soutenu d'une trangle ondée d'argent, chargé d'un double nœud d'ajust d'or. Ornements extérieursDeux geais des chênes au naturel adossés. Croix de Guerre 1914 - 1918 appendue sous l’écu et brochant sur la croisure. |
| Blason de Laneuville-sur-Meuse | Détails | - Le double nœud d'or illustre phonétiquement le toponyme LANEUVILLE jadis Nova villa, Neufville. Avec l'ondé d'argent en soutien illustrant la Meuse, on peut lire : Laneuville-sur-Meuse. - Les deux tours sont celles du mur d'enceinte du château reconstruit au XVIIIème siècle sur l'emplacement d'un château féodal. Ayant tout d'abord un rôle défensif, elles ont été utilisées comme colombier, un apanage de la noblesse sous l'ancien régime. Ainsi elles représentent les seigneurs suzerains successifs (l'abbaye de St Hubert puis celui de Belval ; les comtes de Stenay, de Grandpré, les duchés de Bar, de Lorraine, les princes de Condé avec le Clermontois) puis plusieurs familles de seigneurs locaux successives. La dernière famille de seigneurs puis de châtelain, fut celle des Lapisse de Lamothe. - Le Chevron d'argent est celui des armes de Stenay, il rappelle que Laneuville dépendait localement de la prévôté de Stenay. - Les geais des chênes illustrent l'importance des forêts de Dieulet et de Jaulnay environnantes. - L'ancre de marine est celle du monument du Pont GAUDRON élevé en mémoire du sacrifice des nombreux soldats des régiments de la 1ère division d'infanterie coloniale pour résister, entre mai et juin 1940 à l'offensive nazie. L'ancre est également l'attribut de Saint Nicolas le patron des marins, elle symbolise la vocation de l'église de Laneuville à ce Saint particulièrement vénéré en Lorraine. Création Robert André LOUIS et Dominique LACORDE, adoptée le 23 janvier 2021, Monsieur Cédric Pierson étant maire. |